# レモンフーリガン
レモンフーリガンは、日本のロックバンド。
オロチレーベル所属。

## 概要
1998年初夏、リーダーの社長が地元CATVに持っていた番組「ロック大学」内の企画バンドとして結成。略称は「レモフー」
その後、大槻ケンヂが主催するインディーズレーベル「UGS」に参加、1999年10月にはDRIVE TO 2000に出演。特撮に曲を提供するなど活動した。
2003年11月、解散。
大槻ケンヂも認めた実力を持ち、ライブハウスのスタッフや対バンには絶賛されるものの、人気は出ることなく解散を迎えてしまった悲運のミュージシャンズ・ミュージシャン。

## メンバー
- メーテル Vocal、作詞
- 社長（オロチ社長） Bass、作曲
- らいむさん Guitar
- 神輿担ぎアフタヌーン Drums

## 旧メンバー
- ラグビーボール Bass
- コナ武道 Drums

## ディスコグラフィー
- レモンフーリガン1
- レモンフーリガン2
- レモンフーリガン8
- レモンフーリガン13
- レモンフーリガン1・2合体盤
- レモンフーリガン5
- レモンフーリガン7
- レモンフーリガン9

## 提供
- 『キャラメル』（詞：メーテル　曲：社長）　『爆誕』（特撮）に収録
- 『愛の木星』（詞：メーテル　曲：社長）　『ヌイグルマー』（特撮）に収録
- 『爆弾ピエロ』（詞：メーテル）　『ヌイグルマー』（特撮）に収録

## エピソード
大槻ケンヂのインディーレーベル・UGS発足記念のデモテープ募集に、「冗談で送ったら（大槻ケンヂから）電話がかかってきた」（メーテル）と、『ロック大学』というコーナーを持っていた地方CATVで語っている。
「大槻ケンヂののほほん学校／ロフトプラスワン」出演が初ライブとなり、大槻ケンヂファンに絶賛される。この日に対バンしたソロパフォーマー・人間パーカッション（猪熊猛）と交流が生まれ、東京ライブのブッキングを多く任せることになる。
のほほん学校の次の東京ライブ・原宿ロサンゼルスクラブでは、対バンやその観客のハートをつかみ、デモテープ完売。会場に次のライブを問い合わせる電話が殺到したという。
人気が出なかった理由として、人間パーカッションは自身のHPの中で、「人間パーカッションに任せとけば東京は安心、と思わせてしまったような気がする。意欲を削いでしまったというかね。半年に一回しか呼べない貧乏なニワカアーティストと出会ってしまったことが、彼らの不幸だった。自分たちで積極的に東京ライブをやっていれば、いい対バンとどんどん出会い、運命は変わっていただろう。その意欲を削いでしまった」と、東京でのライブの少なさを挙げ、責任を感じていると発言している。
しかしギターのらいむさんは自身のブログの中で、「人気があったのは大槻ケンヂの熱狂的信者だけ。そんな信者が､教祖様(＝大槻ケンヂ)が褒めたバンドをけなすわけがない」と、回顧・分析している。
リーダーである社長は世界的な初代ファミコンのコレクター・評論家であり、雑誌に登場したこともある。
大槻ケンヂはレモンフーリガンを平成のあぶらだこと評した。しかし、メンバーはあぶらだこを知らなかった。
特撮のギター・NARASAKIは、メーテルに「車の中でレモフー聞いてるよ」と言った。